# Архиепархия Мессина-Липари-Санта-Лючия-дель-Мела
Архиепа́рхия Месси́на-Липари-Са́нта-Лючия-дель-Мела (итал. Arcidiocesi di Messina-Lipari-Santa Lucia del Mela, лат. Archidioecesis Messanensis-Liparensis-Sanctae Luciae) — католическая архиепархия латинского обряда в Италии, на острове Сицилия с центром в городе Мессина.

## История
Точная дата основания епархии в Мессине неизвестна, предания относят её основание к раннехристианским временам. Первым исторически достоверным епископом Мессины является Эукарп, современник папы Симмаха (498).
После завоевания Сицилии мусульманами о епархии ничего неизвестно, вероятно она прекратила своё существование. Епархия Мессины была восстановлена в 1091 году после взятия города Рожером I. Первым епископом после восстановления епископства стал Роберт. Сразу же после перехода города к христианам началось возведение кафедрального собора епархии, исполняющего эту роль по сей день.
В 1166 году епархия Мессины получила статус архиепархии. В 1131 году была основана епархия Липари, а в 1206 году территориальная прелатура Санта-Лючия-дель-Мела. С 1182 по 1190 год архиепископом Мессины был видный деятель Сицилийского королевства Ричард Палмер.
На протяжении всей истории в архиепархии Мессины параллельно использовались латинский и византийский обряд. В состав архиепископства  Мессины входило автономное архимандритство Сантиссимо-Сальваторе базилианского монастыря византийского обряда, основанного Рожером I в 1094 году.  Архимандриту этого монастыря с 1131 года подчинялись все греческие базилианские монастыри Сицилийского королевства. В период расцвета их количество доходило до 62, однако упадок византийского богослужения в архиепархии в XVIII—XIX веках привёл к тому, что в 1883 году архимандритство Сан-Сальваторе было упразднено, а все оставшиеся византийские монастыри и приходы напрямую подчинены архиепископу Мессины.
30 сентября 1986 года папа Иоанн Павел II упразднил епархию Липари и территориальную прелатуру Санта-Лючия-дель-Мела, присоединив их территории к архиепархии Мессины, которая с этого момента получила нынешнее название.

## Современное состояние
По данным на 2006 год в епархии насчитывалось 486 тысяч католиков (более 99 % населения), 346 священников, 337 монахов (105 иеромонахов), 489 монахинь и 244 прихода. Кафедральным собором епархии является Собор Успения Богородицы в Мессине, построенный в XII веке и восстановленный после катастрофического Мессинского землетрясения 1908 года. Архиепархия насчитывает три сокафедральных собора — базилика Сан-Сальваторе бывшего греческого архимандритства (Мессина), базилика Святого Варфоломея (Липари) и Базилика Успения (Санта-Лючия-дель-Мела).
Почётный статус «малой базилики» присвоен целым шести храмам архиепархии. Кроме кафедрального собора этот статус имеют базилика Святого Николая (Таормина), базилика Успения (Монтальбано-Эликона), базилика Святого Христофора (Каннето-ди-Липари), базилика Святого Себастьяна (Барчеллона-Поццо-ди-Готто) и базилика Святого Сердца (Мессина).
C 2006 года епархию возглавляет архиепископ Калоджеро Ла-Пьяна (итал. Calogero La Piana), SDB.